# Ted Whiteaway
Edward N. ("Ted") Whiteaway, né le 1er novembre 1928 à Feltham (Royaume-Uni) et mort le 18 octobre 1995 à Perth (Australie), est un ancien pilote automobile anglais. Il courut surtout en Grande-Bretagne dans les années 1950 et au début des années 1960, en monoplace et en sport, et a également participé à quelques courses en France. Il a notamment terminé septième des 24 Heures du Mans en 1959, sur une AC Ace qu'il partageait avec John Turner, après avoir été deuxième du Grand Prix de Spa GT la saison précédente, sur l'AC - Bristol. En 1955, il tenta de participer au Grand Prix de Monaco, mais ne passa pas le seuil des qualifications.